# Herald (California)
Herald es un lugar designado por el censo ubicado en el condado de Sacramento en el estado estadounidense de California. En el año 2010 tenía una población de 1.184 habitantes.

## Geografía
Herald se encuentra ubicado en las coordenadas 38°17′18″N 121°13′52″O / 38.28833, -121.23111.